# Jan Prosper Witkiewicz
Jan Prosper Witkiewicz (également appelé Yan Vitkevich, russe : Виткѐвич, Ян Вѝкторович, lituanien Jonas Prosperas Vitkevičius) (24 juin 1808 - 8 mai 1839) était un orientaliste polono-lituanien, explorateur et diplomate au service de la Russie. Il fut l'agent de la Russie à Kaboul, juste avant la première guerre anglo-afghane.
Witkiewicz est l'oncle du célèbre peintre polonais, architecte, écrivain et théoricien de l'art Stanisław Witkiewicz, qui est lui-même le père de Stanisław Ignacy Witkiewicz.

## Biographie
Jan Prospérer Witkiewicz est issu d'une famille noble polono-lituanienne et est né à Poszawsze (Pašiaušė), un village de Samogitie, dans l'actuelle Lituanie. Son père, Wiktoryn Witkiewicz, est l'un des vice-maréchaux du comté de Rosienie (Raseiniai). Sa mère est née Justyna Mikulicka.
En 1823, en raison de sa participation à une organisation de lutte anti-gouvernementale, les « Frères noirs », il est exilé à Orenbourg comme soldat. Il sait déjà parler le polonais, le russe, le français, l'allemand et l'anglais. En exil, il apprend le persan, le pachto, et plusieurs langues turques. En 1829, il devient interprète pour Alexander von Humboldt. Sur la proposition de ce dernier, il est promu sergent. En 1832, il est nommé enseigne (grade d'officier subalterne) et affecté à la commission des frontières d'Orenbourg. Il est envoyé loin dans la steppe kazakhe, où il pratique la diplomatie, les relevés cartographiques et ethnographiques et l'espionnage. Il a plusieurs démêlés avec des bandits. Vassili Perovski, le commandant d'Orenbourg, estime qu'il en sait plus sur la région que tout autre officier, ancien ou actuel.
En novembre 1835, il quitte Orenburg au sein d'une caravane qui atteint Boukhara en janvier 1836. Là, il recueille des informations et mène des entretiens commerciaux et diplomatiques avec des représentants officiels de l'émir. À Boukhara, il rencontre Hussein Ali, envoyé par Dost Mohammed Khan de Kaboul pour se rendre auprès du tsar. Il escorte Hussein Ali à Orenbourg puis à Saint-Pétersbourg, où ils arrivent en juillet 1836. Il sert d'interprète pour les discussions russo-afghanes qui s'ensuivent jusqu'en mai 1837.
En 1837, sur ordre de Charles Robert de Nesselrode, ministre des Affaires étrangères du tsar Nicolas Ier, il est envoyé en mission diplomatique à Kaboul pour poursuivre ces négociations. Il passe par Tiflis, puis Téhéran, où il rencontre le représentant de la Russie, le comte Ivan Simonitch (ru). Continuant vers l'est avec une escorte de Cosaques, il rencontre par hasard le lieutenant Henry Rawlinson. S'exprimant en turkmène, il prétend être porteur de présents du tsar pour le chah de Perse, qui à cette époque est en train d'assiéger Hérat. Rawlinson se rend la nuit même dans le camp du chah, qui lui explique que cette histoire est inventée, et qu'il a personnellement autorisé Witkiewicz à traverser ses terres pour se rendre à Kaboul. Un peu plus tard, Witkiewicz parvient à son tour au camp. S'exprimant dans un français parfait, il s'excuse auprès de Rawlinson de son attitude, en la justifiant par une nécessaire prudence dans des pays dangereux. Rawlinson signale cette rencontre à John McNeill à Téhéran le 1er novembre 1837 et la nouvelle est rapidement transmise à Calcutta et à Londres. Étant donné que les Britanniques savent déjà que Simonitch, et, éventuellement, le tsar, a encouragé l'attaque perse sur Hérat, leur détermination à agir envers l'Afghanistan s'en trouve augmentée.
Witkiewicz arrive à Kaboul à la veille de Noël 1837 et il réveillonne avec le représentant britannique sir Alexander Burnes. Dost Mohammed est plutôt enclin à favoriser les Britanniques, déjà sur place, mais, après avoir reçu l'ultimatum de lord Auckland, il prête une oreille bienveillante à Witkiewicz. Pendant ce temps, à Londres, lord Palmerston adresse à l'ambassadeur de Russie une plainte sur les activités de son pays en Afghanistan. Voyant que les Britanniques se montrent d'humeur agressive, les Russes rappellent Simonitch et Witkiewicz, prétendant qu'ils ont été au-delà de leurs instructions. Mais la crainte britannique de voir les Russes placer l'Afghanistan sous leur influence est une des causes de la première guerre anglo-afghane.
Wikiewicz arrive à Saint-Pétersbourg le 1er mai 1839. Ce qui se passe alors entre lui et Nesselrode n'est pas établi. Une semaine après, on retrouve son corps dans sa chambre d'hôtel, une balle dans la tête et un pistolet à ses côtés. Un tas de cendres témoigne que des documents ont été brûlés. Cette mort est considérée comme un suicide, mais dont la raison reste inconnue. Officieusement, cette mort est considérée comme un assassinat, dont les auteurs restent inconnus[réf. nécessaire].